# Lampetis manglbergeri
Lampetis manglbergeri es una especie de escarabajo del género Lampetis, familia Buprestidae. Fue descrita científicamente por Hoscheck en 1918.